# Morar Cantt.
Morar Cantt. là một thị xã quân sự (cantonment) của quận Gwalior thuộc bang Madhya Pradesh, Ấn Độ.

## Nhân khẩu
Theo điều tra dân số năm 2001 của Ấn Độ, Morar Cantt. có dân số 38.881 người. Phái nam chiếm 59% tổng số dân và phái nữ chiếm 41%. Morar Cantt. có tỷ lệ 67% biết đọc biết viết, cao hơn tỷ lệ trung bình toàn quốc là 59,5%: tỷ lệ cho phái nam là 77%, và tỷ lệ cho phái nữ là 54%. Tại Morar Cantt., 15% dân số nhỏ hơn 6 tuổi.